# Stellaria fontana
Stellaria fontana är en nejlikväxtart som beskrevs av Mikhail Grigoríevič Popov. Stellaria fontana ingår i släktet stjärnblommor, och familjen nejlikväxter. Inga underarter finns listade i Catalogue of Life.